# Scream (1996)
Scream är en amerikansk skräckfilm från 1996, i regi av Wes Craven och med manus av Kevin Williamson. Det är den första filmen i Scream-serien och filmen hade Sverigepremiär den 1 augusti 1997.
Scream återupplivade slasherfilmerna i mitten av 1990-talet, vilket kan jämföras med den påverkan Alla helgons blodiga natt (1978) hade på filmer under det sena 1970-talet.

## Handling
Filmen utspelar sig i den fiktiva staden Woodsboro i Kalifornien. Den börjar med att high school-eleven Casey och hennes pojkvän Steve en kväll blir brutalt mördade av en seriemördare i en vit gummimask. Nyheten om morden sprider sig snabbt på skolan, och Sidney Prescott – som delar klass med Casey – går igenom en jobbig tid då minnen väcks till liv efter att hennes mamma blivit mördad ett år tidigare. 
En efter en faller Sidneys vänner offer för den brutale mördaren, och snart blir det uppenbart att den han är ute efter är Sidney.